# Cima d'Asta
La Cima d'Asta (Zima d'Asta o El Zimón in dialetto trentino) è la vetta principale del massiccio omonimo situato nel Trentino orientale, tra l'Altopiano del Tesino, la Valsugana e la Valle del Vanoi.

## Geologia
Il gruppo montuoso è costituito da rocce granitiche e questo aspetto lo distingue dai vicini rilievi del Lagorai, costituiti soprattutto da porfidi. Vista tuttavia la contiguità geografica, il massiccio di Cima d'Asta è considerato da alcuni geografi un sottogruppo della catena del Lagorai.

## Geografia
Il gruppo si caratterizza per la presenza di numerosi laghetti alpini di origine nevosa, detti laghi a circo per la loro forma sostanzialmente circolare. Da uno di essi ha origine il torrente Grigno, affluente del fiume Brenta. Il massiccio di Cima d'Asta ha una forma rotondeggiante ed è circondato a nord ed est dalla Valle del Vanoi, ad ovest si congiunge al Lagorai tramite il Passo Cinque Croci, a sud invece è sbarrato dalla Val Malene. Tramite la Forcella Magna a sud-ovest si congiunge al Gruppo di Rava. Le cime principali del gruppo sono:
- Cima d'Asta, 2.847 m;
- Cima dei Diavoli, 2.806 m;
- Col del Vento, 2.636 m;
- Cima del Passetto, 2.589 m;
- Sasso Largo, 2.551 m;
- Campagnassa, 2.409 m;
- Col Verde, 2.488 m;
- Punta Socède, 2.376 m;

A sud si estende il sottogruppo delle Cime di Rava comprese tra la Valsugana e la Val Malene e che rappresentano il limite sud del massiccio. Le cime più importanti sono:
- Cima Trento, 2.530 m;
- Cima Brunella, 2.526 m;
- Cima Orsera, 2.471 m;
- Cimon di Rava, 2.436 m;
- Cima del Frate, 2.351 m;
- Cima Primaluna,  2.314 m;

## Alpinismo
L'attività alpinistica del gruppo, che è il più importante del settore Lagorai, è recente, eccettuata la parete di Cima d'Asta che aveva destato in passato qualche interesse. Le pareti più importanti del gruppo si trovano in Val Malene. La prima ascensione di Cima d'Asta è del 1906 ad opera di Pompeo Tomaselli.
 
La Grande Guerra ha interessato solo marginalmente il gruppo, essendo una retrovia e sulla vetta di Cima d'Asta rimangono alcune postazioni ed il Bivacco Giuseppe Cavinato.
 
La prima ascensione della parete sud di Cima d'Asta è dei primi anni cinquanta da parte di Ruggero Lenzi e Marietto Michelini, che non hanno lasciato una relazione precisa del loro itinerario, che quindi non è più stato ripreso. Nel 1959 Giorgio Melchiori e Ottorino Pianta aprono un'altra via nella fenditura più marcata al centro della parete, la Melchiori-Pianta, oggi la più ripetuta della muraglia. Negli anni settanta il Gruppo viene visitato da Aldo Leviti che apre diversi itinerari di tutte le difficoltà nei dintorni, poi il resto dell'esplorazione è stato compiuto dalla guida Franco Melchiori principalmente con diversi compagni. Il grande spigolo della Cresta del Bualòn che scende in val Malene, alto 1000 m, è stato salito nel 1994 Roberto Assi, Alberto Ongari, Lorenzo Giacomini ed Elisabetta Maffei. Negli anni 90 diversi alpinisti quali Roberto Bassi, Cristoforo Groaz e Paolo Calzà hanno visitato le pareti del massiccio aprendovi diversi itinerari.

## Vie d'accesso

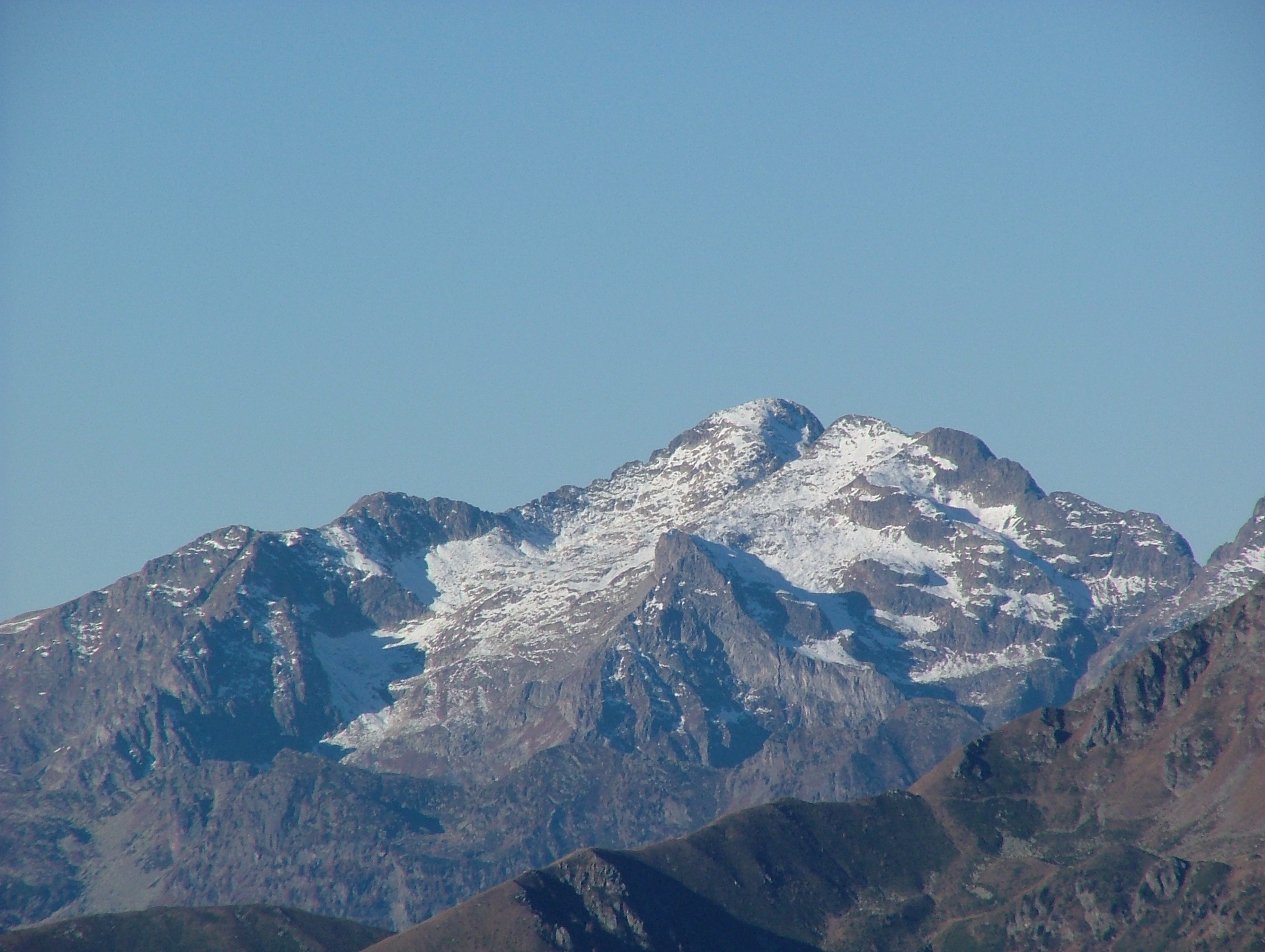
Cima d'Asta vista dalle Pale di San Martino.

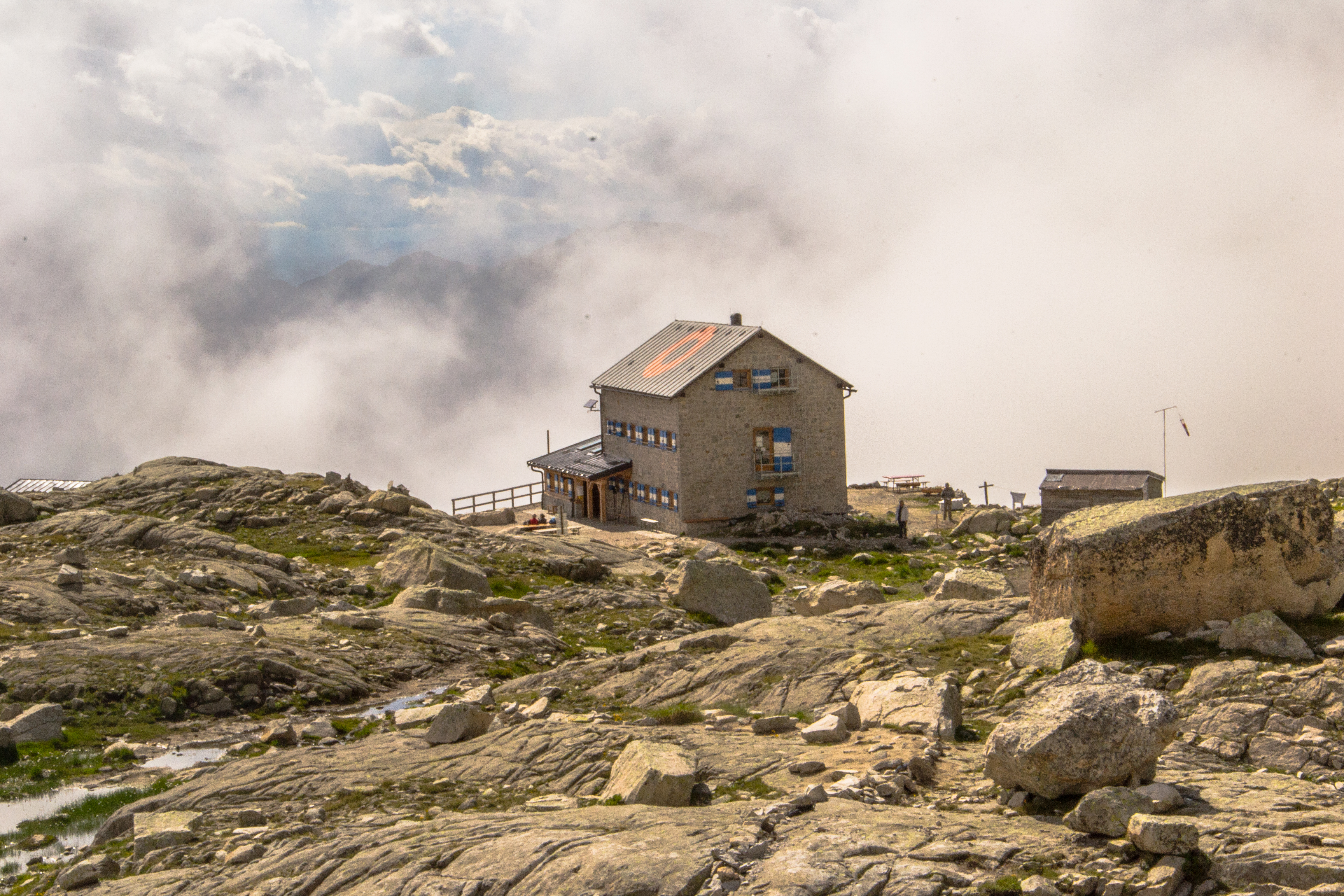
Il Rifugio Ottone Brentari.

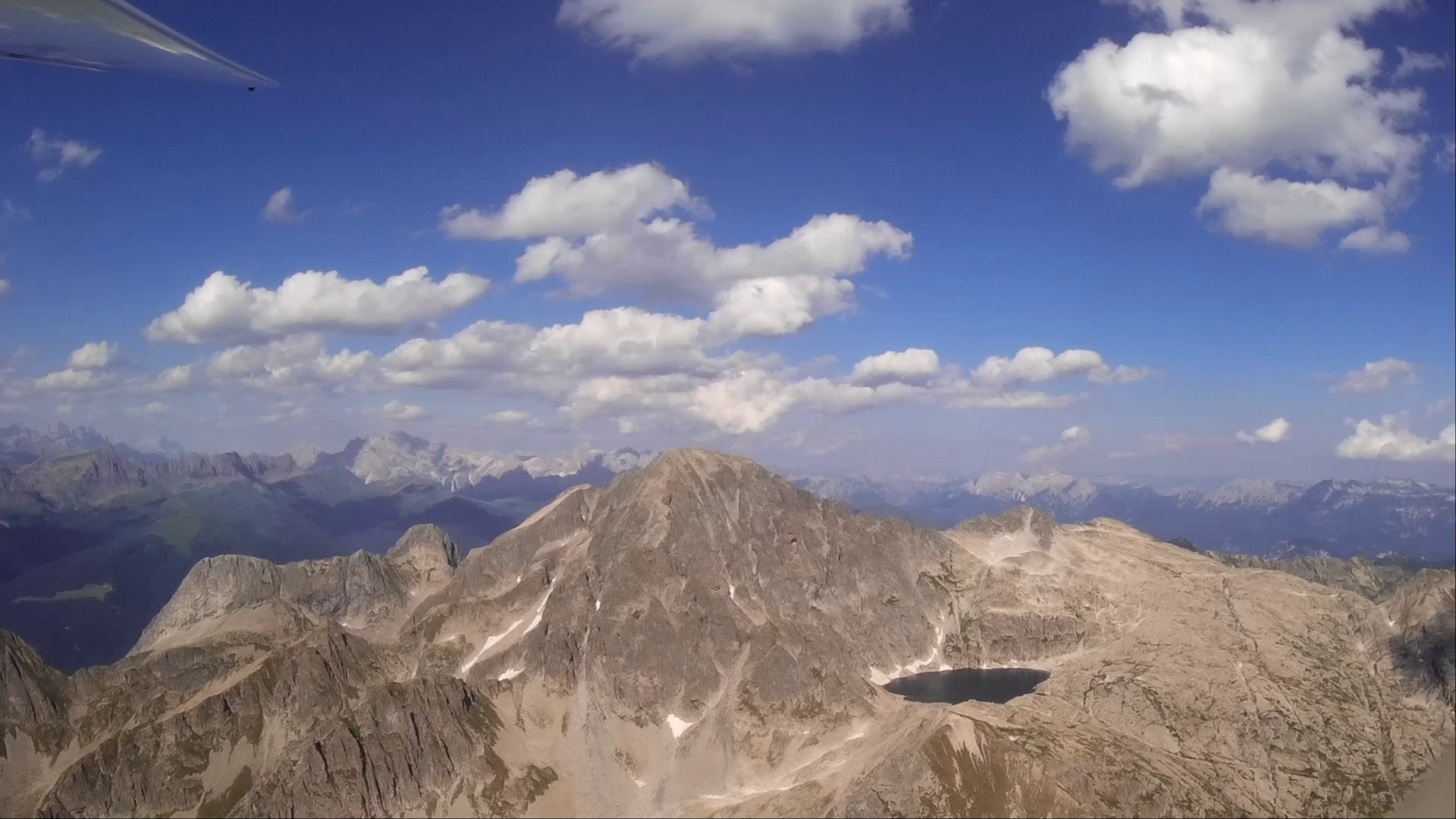
Cima d'Asta e Lago di Cima d'Asta visti dall'aria.

Il gruppo montuoso si presenta come una area montana estremamente isolata e selvaggia e non è raggiungibile attraverso impianti di risalita. Poco distante dalla sommità è presente un rifugio alpino della Società Alpinisti Tridentini: il Rifugio Ottone Brentari, situato a 2480 m s.l.m. e il bivacco Cima d'Asta o Bivacco Giuseppe Cavinato, situato proprio sulla cresta della cima a 2840 m s.l.m. Il rifugio è accessibile sia tramite il sentiero che sale direttamente da Malga Sorgazza, al fondo della Val Malene, oppure tramite la Ferrata Giulio Gabrielli che da Forcella Magna percorre tutta la cresta sud-ovest della Punta Socède fino al Col Verde ed al Passo Socède da cui poi si scende al Rifugio Brentari.
Il migliore accesso per avvicinarsi alle vette del gruppo è rappresentato dalla Val Malene di Pieve Tesino, ma il complesso montuoso è raggiungibile anche da altre vie e da Caoria di Canal San Bovo. Dal rifugio si può salire in breve tempo sulla sommità del massiccio tramite la "via normale", che supera un intaglio della cresta est e sale alla vetta per pendii di sfasciumi da cui si gode un buon panorama sulle vallate sottostanti, sulla catena del Lagorai e sui gruppi dolomitici vicini, come il Latemar e le Pale di San Martino. Altra via molto frequentata è il Canalone dei Bassanesi che sale tra i due avancorpi di Punta di Lancia e Torre Cavinato e poi sale alla cima tramite la cresta ovest. La parete sud di Cima d'Asta è percorsa da diverse vie d'arrampicata che vanno dal IV al VII+. Le più ripetute sono: la classica "Melchiori-Pianta", che sale nel canalone al centro della parete fino alla Torre Mariano (300 m, IV+), la Lino-Egidio dedicata a due giovani caduti sulla Torre Cavinato, che percorre la linea di fessure a sinistra dell'ultimo promontorio della Testa del Drago (300 m, IV), la via Roger dedicata a Ruggero Lenzi, primo salitore della parete caduto nel 1953 sulla Torre Winkler, che sale i diedri e colatoi a sinistra della Melchiori-Pianta (400 m, V) ed il Diedro Alto, una via che sale alla Torre Cavinato tramite il diedro più marcato (200 m, VI).
Cima d'Asta è accessibile anche dal versante nord tramite un percorso molto lungo per escursionisti esperti che dal Rifugio Refavaie in Valle del Vanoi sale tutta la Cresta del Col del Vento fino al Passo dei Diavoli (oltre 1700 m di dislivello), in ambiente solitario e selvaggio.